# L'Île des passions
Pour plus de détails, voir Fiche technique et Distribution.
L'Île des passions (Menzogna) est un melodramma strappalacrime italien réalisé par Ubaldo Maria Del Colle et sorti en 1952.

## Synopsis
Luisa, une riche veuve habituée à organiser des fêtes mondaines, vit depuis un an à Naples une passion malheureuse avec Fabrizio, un concierge qui l'humilie et l'exploite. Pour échapper à cette situation, elle s'installe dans un petit village de pêcheurs, où elle séduit Gianni, un jeune batelier qui entretient déjà une relation amoureuse avec Mariella, une fille pauvre mais belle, franche et naturelle, surnommée « l'ange des pêcheurs » dans le village.
Le père de Mariella, en proie à des difficultés financières, la promet en mariage à Rocco, un châtelain qui dicte sa loi au village grâce à son argent et qui possède également la villa louée à Luisa. Gianni tente d'abord de s'opposer à Rocco parce qu'il voudrait être le seul à épouser Mariella, mais il renonce à son intention après être tombé amoureux de Luisa.
Mais Luisa est retrouvée par Fabrizio qui, se voyant rejeté, l'abat. La responsabilité en incombe à Gianni, qui est arrêté. Mariella, pour fournir un alibi, affirme publiquement avoir passé la soirée du meurtre dans l'intimité avec Gianni, mais la police ne la croit pas et c'est son père qui, la croyant, la chasse dans la honte. Mariella, également réprimandée par les autres villageois, se réfugie dans une maison inhabitée, mais elle est rejointe par Rocco qui en profite pour tenter de la violer.
Fuyant de peur, Mariella glisse entre les rochers et reste inconsciente sur le rivage, où elle prend froid et tombe gravement malade. Après avoir passé quelques jours au lit à lutter contre la mort, elle se rétablit et retrouve Gianni à ses côtés. Ce dernier est disculpé par le témoignage de Maddalena, la servante de Rocco. Daniela avait rencontré l'amant de Luisa dans la rue ce soir-là, mais n'avait pas parlé jusqu'à présent parce que Rocco lui avait ordonné de se taire.
Rocco paiera pour ses méfaits et Mariella, guérie, pourra commencer une nouvelle vie avec Gianni.

## Fiche technique
- Titre français : L'Île des passions ou Mensonge[1]
- Titre original italien : Menzogna[2]
- Réalisation : Ubaldo Maria Del Colle
- Scénario : Decio Fittaioli (it), Ubaldo Maria Del Colle, Alessandro De Stefani, Basilio Franchina (it)
- Photographie : Rodolfo Lombardi (it)
- Montage : Mario Serandrei
- Musique : Michele Cozzoli
- Décors : Ottavio Scotti (it)
- Production : Goffredo Lombardo
- Société de production : Titanus, Labor Film
- Pays de production :  Italie
- Langue originale : italien
- Format : noir et blanc - 1,37:1 - Son mono
- Genre : Melodramma strappalacrime
- Durée : 98 minutes
- Dates de sortie : 
  - Italie : 27 septembre 1952
  - France : 24 février 1954 (Nice) ; 5 janvier 1955 (Paris)

## Distribution
- Yvonne Sanson : Luisa
- Alberto Farnese : Gianni
- Irene Galter : Mariella
- Folco Lulli : Rocco
- Mario Ferrari : Le père de Mariella
- Emma Baron : Maddalena
- Enrica Dyrell : Capena
- Tino Carraro : Fabrizio
- Gualtiero Tumiati : Don Clemente
- Enrico Olivieri : Cucciolo
- Carletto Sposito : Brigadier Oriani
- Virgilio Riento : Brigadier Sante
- Roberto Murolo : le pêcheur qui chante
- Bruno Smith : Roberto
- Amina Pirani Maggi : Nunziata